# Sandra Dini
Sandra Dini (Firenze, 1º gennaio 1958) è un'ex altista italiana, medaglia di bronzo ai Giochi del Mediterraneo di Casablanca 1983.

## Biografia
Ha iniziato l'attività nel salto in alto nel 1969 nell'Unione Polisportiva Rassina per poi passare alla Fiamma Atletica Vicenza. Finalista ai Giochi della Gioventù di Roma nel 1972. Nel 1975 conquista un titolo mondiale scolastico a Poitiers. Nel 1981 ai Campionati italiani assoluti di atletica leggera di Torino con 1,91 m batte Sara Simeoni, ex primatista del mondo e che solo l'anno prima aveva vinto l'oro olimpico a Mosca 1980.
Ha un primato personale di 1,92 m ottenuto a Udine, miglior prestazione italiana assoluta dietro a Sara Simeoni fino al 1996. Conta 28 Presenze in Nazionale (1977-1988) e 4 titoli italiani assoluti (due all'aperto, nel 1981 e nel 1984 ed altrettanti indoor, nel 1982 e 1985). Vanta 2 presenze ai campionati europei (Praga 1978 e Atene 1982) ed altrettante ai campionati europei indoor (Grenoble 1981 e Milano 1982).

### Carriera master
A 50 anni compiuti Sandra Dini, sceglie di dedicarsi all'atletica master, si affilia alla Atletica Sandro Calvesi (team master fondato dalla figlia Lyana), ed arrivano i primi risultati, come il record italiano di categoria W50 con 1,38 m stabilito ai campionati italiani di società master, nell'ottobre 2010.

## Altre competizioni internazionali
- Bronzo ai Giochi del Mediterraneo di Casablanca 1983.[3]

## Campionati nazionali
- (1981 e 1984 all'aperto)[4]
- (1982 e 1985 indoor)[5]